# La lussuria (film 1976)
La lussuria (Luxure) è un film del 1976 diretto da Max Pécas.